# Słoneczko i śnieżni ludkowie
Słoneczko i śnieżni ludkowie (ros. Солнышко и снежные человечки) – radziecki krótkometrażowy film animowany z 1985 roku w reżyserii Władimira Gonczarowa oparty na motywach rumuńskiej bajki w przekładzie Nonny Slepakowej.

## Wersja polska
- Wersja polska: Studio Opracowań Filmów w Łodzi
- Reżyseria: Maria Horodecka
- Dialogi: Krystyna Kotecka
- Dźwięk: Grzegorz Sielski
- Montaż: Ewa Rajczak
- Kierownictwo produkcji: Edward Kupsz

Źródło: